# Conus corrugatus
Conus corrugatus é uma espécie de gastrópode do gênero Conus, pertencente a família Conidae.